# Pastwiska nad Huczwą
Pastwiska nad Huczwą este o arie protejată (arie specială de conservare — SAC, sit de importanță comunitară — SCI) din Polonia întinsă pe o suprafață de 149,51 ha, integral pe uscat.

## Localizare
Centrul sitului Pastwiska nad Huczwą este situat la coordonatele 50°37′52″N 23°43′57″E / 50.6311°N 23.7325°E.

## Înființare
Situl Pastwiska nad Huczwą a fost declarat sit de importanță comunitară în aprilie 2004 pentru a proteja 1 specie de plante și 1 specie de animale. Situl a fost protejat și ca arie specială de conservare în februarie 2017.

## Biodiversitate
Situată în ecoregiunea continentală, aria protejată nu include niciun habitat protejat.
La baza desemnării sitului se află mai multe specii protejate:
- plante (1): Angelica palustris
- mamifere (1): popândău pătat (Spermophilus suslicus)